# Marie-Florence Candassamy
Marie-Florence Candassamy, née le 26 février 1991 à Paris, est une escrimeuse française d'origine guadeloupéenne et martiniquaise pratiquant l'épée. Quintuple championne de France, à l'issue de la saison 2022-2023, marquée par cinq podiums en individuel, dont le titre de championne du monde 2023 à Milan, elle prend la place de numéro 1 mondial d'épée féminin.

## Carrière
Née en 1991, Marie-Florence Candassamy commence sa carrière en escrime à sept ans au sein du Paris Université Club avec le maître d'armes Tyssere et Antoine Philippe. Alors qu'elle est encore minime, ses résultats lui permettent d'être surclassée et de tirer avec des athlètes de la catégorie cadet.
En 2014, elle obtient sa première médaille (argent) internationale aux championnats d'Europe à Strasbourg.
En 2016, elle participe pour la première fois aux Jeux olympiques à Rio de Janeiro où elle est classée 9e en individuel et 7e en équipe lors des championnats d'Europe 2018, en équipe avec ses compatriotes Auriane Mallo, Laurence Épée et Coraline Vitalis.
En 2019, elle remporte le titre de vice-championne d'Europe en battant en demi-finale la Polonaise Ewa Trzebińska, qui termine médaillée de bronze.
En 2020, lors de la coupe du monde de Cuba, elle monte une nouvelle fois sur le podium avec la médaille de bronze en individuel et en équipe.
Elle remporte la médaille d'or en épée par équipes aux Jeux européens de 2023 à Cracovie, qui font office de Championnats d'Europe pour les épreuves par équipes.
Le 25 juillet 2023, elle remporte la médaille d'or en individuel lors des Championnats du monde à Milan de 15 touches à 12 face à Alberta Santuccio et termine la saison saison 2022-2023 à la place de numéro 1 mondial d'épée féminin.
Elle remporte la médaille d'argent en épée par équipes aux Jeux olympiques d'été de 2024 à Paris, aux côtés de Coraline Vitalis, Alexandra Louis-Marie et Auriane Mallo-Breton. L'équipe s'incline en finale face à l'Italie.

## Palmarès
- Jeux Olympiques
  -  Médaille d'argent par équipes aux Jeux Olympiques Paris 2024

- Championnats du monde
  -  Médaille d'or aux championnats du monde 2023 à Milan
  -  Médaille d'or par équipes aux championnats du monde 2025 à Tbilissi[7]

- Championnats d'Europe
  -  Médaille d'or par équipes aux championnats d'Europe 2018 à Novi Sad
  -  Médaille d'or par équipes aux championnats d'Europe 2022 à Antalya
  -  Médaille d'or par équipes aux championnats d'Europe 2023 (Jeux européens) à Cracovie
  -  Médaille d'argent en individuel aux championnats d'Europe 2014 à Strasbourg
  -  Médaille d'argent par équipes aux championnats d'Europe 2016 à Toruń
  -  Médaille d'argent en individuel aux championnats d'Europe 2019 à Düsseldorf
  -  Médaille de bronze par équipes aux championnats d'Europe 2024 à Bâle

- Épreuves de coupe du monde
  -  Médaille d'argent en individuel dans des épreuves de coupe du monde : Tallinn 2021 ; Barcelone 2022
  -  Médaille de bronze en individuel dans des épreuves de coupe du monde : Xuzhou 2014 ; Budapest 2018 ; La Havane 2020 ; Katowice 2022 ; Doha 2022

- Championnats de France
  -  Médaille d'or en individuel aux championnats de France 2018 à Amiens
  -  Médaille de bronze en individuel aux championnats de France 2014 à Saint-Genis-Pouilly
  -  Médaille de bronze en individuel aux championnats de France 2016 à Saint-Paul-Trois-Châteaux
  -  Médaille de bronze par équipes aux championnats de France 2017 à Albi
  -  Médaille de bronze par équipes aux championnats de France 2018 à Amiens
  -  Médaille de bronze en individuel aux championnats de France 2019 à Fontaine
  -  Médaille de bronze en individuel aux championnats de France 2022 à Épinal

## Décorations
- Chevalier de l'ordre national du Mérite (2024)[8]